# Anatoliy Dovhal
Anatoliy Dovhal (en ukrainien Анатолій Іванович Довгаль ; Anatoliy Ivanovych Dovhal'), né le 29 janvier 1976 à Loubny, est un athlète ukrainien, spécialiste du sprint.
Il gagne l'épreuve du 100 m lors des deuxièmes Jeux mondiaux militaires disputés en 1999 à Zagreb.
Il est médaillé de bronze sur 60 m lors des Championnats d'Europe en salle 2002 (meilleur temps 6 s 56).
Il remporte la médaille d'or sur le relais 4 × 100 m lors des Championnats d'Europe 2002.

## Palmarès
| Année | Compétition                    | Lieu     | Résultat | Épreuve   | Performance |
| ----- | ------------------------------ | -------- | -------- | --------- | ----------- |
| 2002  | Championnats d’Europe en salle | Vienne   | 3e       | 60 m      | 6 s 62      |
| 2002  | Championnats d’Europe          | Munich   | 1e       | 4 × 100 m | 38 s 53     |
| 2002  | Coupe du monde des nations     | Madrid   | 4e       | 4 × 100 m | 38 s 86     |
| 2006  | Coupe d’Europe en salle        | Liévin   | 2e       | 60 m      | 6 s 70      |
| 2006  | Championnats d’Europe          | Göteborg | 7e       | 4 × 100 m | 39 s 54     |